# Albizia lebbeck
Pour les articles homonymes, voir Bois noir (homonymie).
Espèce
Classification APG III (2009)
Répartition géographique
Albizia lebbeck (hindi : शिरीष sirīs), ou bois noir des Bas, est une espèce de plantes à fleurs de la famille des Fabaceae. C'est un arbre originaire des régions tropicales du Sud de l'Asie et largement cultivée et naturalisée dans d'autres régions tropicales et subtropicales.

## Description

### Aspect général
Albizia lebbeck est un arbre qui atteint 18 à 30 m de haut avec un tronc de 50 cm à 1 m de diamètre. Son bois, très foncé et dense, est recherché pour la tournerie.

### Feuilles
Les feuilles sont caduques. Elles sont bipennées, de 7,5 à 15 cm de long, avec de une à quatre paires de pennes, chaque penne ayant 6 à 18 folioles.

### Fleurs
Les fleurs sont blanches, crème ou jaune pâle verdâtre, en aigrettes, avec de nombreuses étamines de 2,5 à 3,8 cm de long. Les fleurs sont mellifères, très parfumées mais allergènes,.

### Fruits
Les fruits sont des gousses couleur paille de 15 à 30 cm de long et de 2,5 à 5,0 cm de large, contenant six à douze graines. Ils bruissent au vent,. Les graines sont essentiellement dispersées par zoochorie, les sucs digestifs du bétail les scarifiant.

## Caractère envahissant
L'espèce peut avoir un caractère envahissant. C'est le cas notamment en Nouvelle-Calédonie, où elle a été introduite comme arbre d'ombrage dans les caféières,.

## Taxonomie
L'histoire taxonomique de A. lebbeck est quelque peu alambiquée. Il a été initialement décrit par Carl von Linné comme Mimosa lebbeck. George Bentham a placé l'espèce dans son genre actuel mais d'autres auteurs croyant que la plante décrite par Linné était Albizia kalkora décrit par Prain (basé sur le Mimosa kalkora de William Roxburgh) ont appelé à tort cette espèce Albizia lebbeck. En plus, Francisco Manuel Blanco a utilisé Mimosa lebbeck pour Albizia retusa ssp. retusa. En outre, l'épithète spécifique est parfois orthographié à tort lebbek.
Les synonymes juniors sont :
- Acacia lebbeck (L.) Willd.
- Acacia macrophylla Bunge
- Acacia speciosa (Jacq.) Willd.
- Albizia latifolia B.Boivin
- Albizia lebbeck (L.) Benth. var. leucoxylon Hassk.
- Albizia lebbeck (L.) Benth. var. pubescens Haines
- Albizia lebbeck (L.) Benth. var. rostrata Haines
- Albizia rostrata Miq. ou Archidendron globosum.
- Feuilleea lebbeck (L.) Kuntze
- Inga borbonica Hassk.
- Inga leucoxylon Hassk.
- Mimosa lebbeck L.
- Mimosa lebbek L. (orth.var.)
- Mimosa sirissa Roxb.
- Mimosa speciosa Jacq.
- Mimosa speciosa Thunb. ou Albizia julibrissin.
- Pithecellobium splitgerberianum Miq.

Il existe aussi un genre appelé Lebeckia, en référence à Lebbeck. Il n'est cependant pas associé étroitement à A. lebeck mais est membre de la sous-famille des Faboideae.

### Noms vernaculaires
Étant l'une des espèces d'Albizia les plus répandues et communes dans le monde entier, il est souvent appelé simplement « Siris » bien que ce nom puisse renvoyer à n'importe quelle espèce localement commune du genre. En ourdou, il est appelé « Saras سرس » et dans le Pendjab pakistanais son nom est « sareenh سرینھ ».
Aux Antilles, du fait du bruissement que produisent les gousses agitées par le vent, il est dénommé «Langue de vieilles femmes».

## Galerie

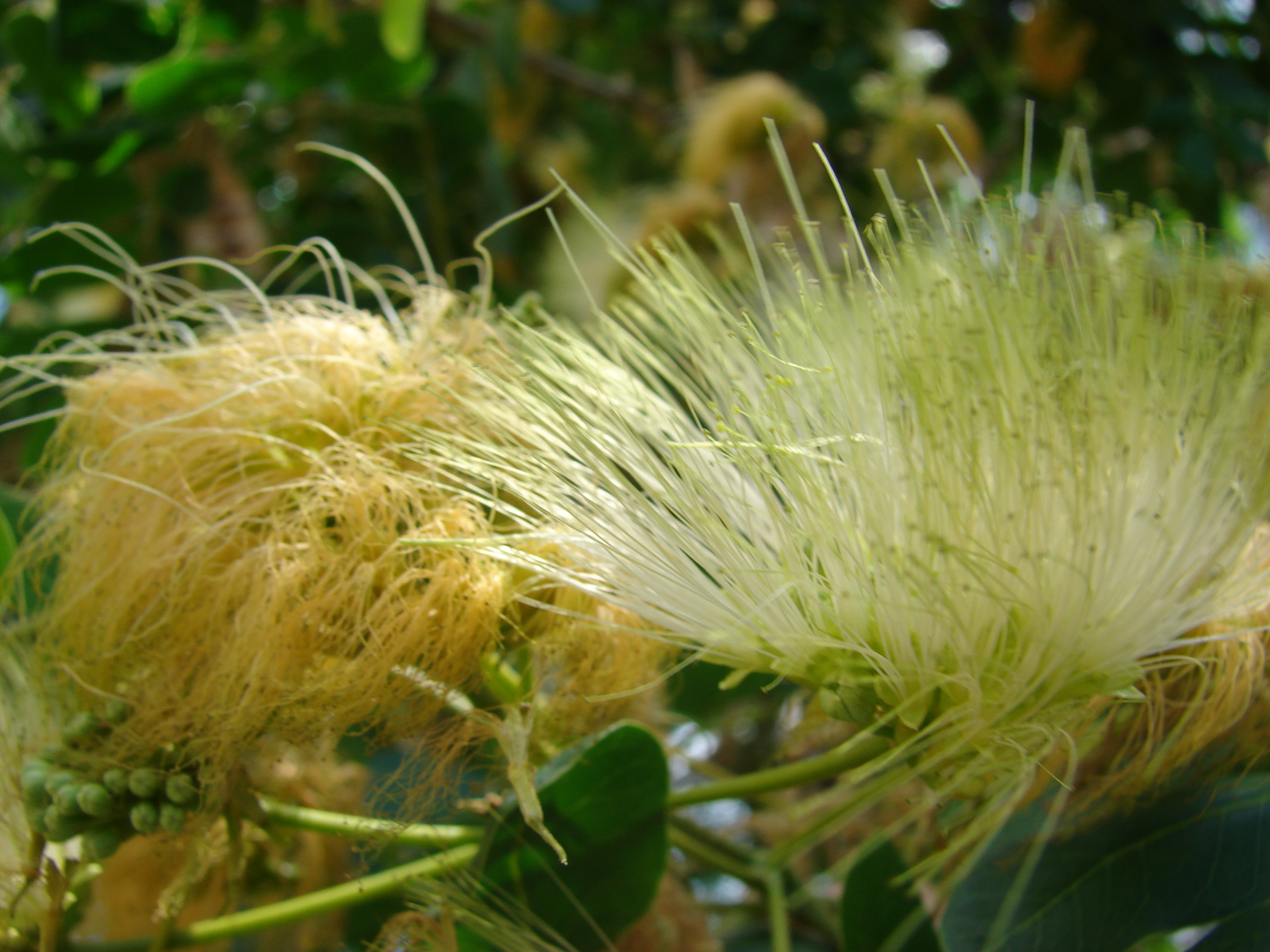
Fleurs.
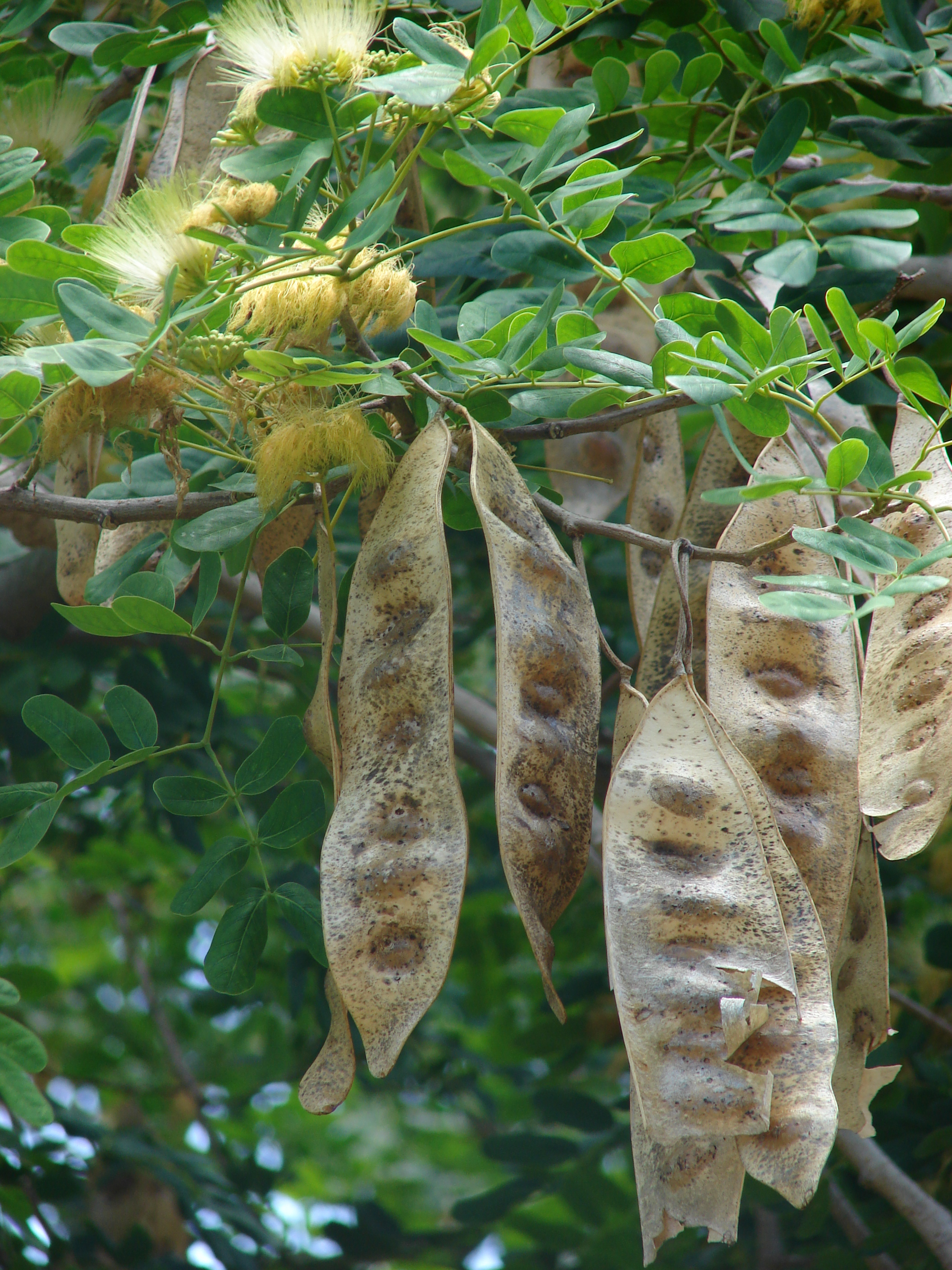
Fleurs et fruits.
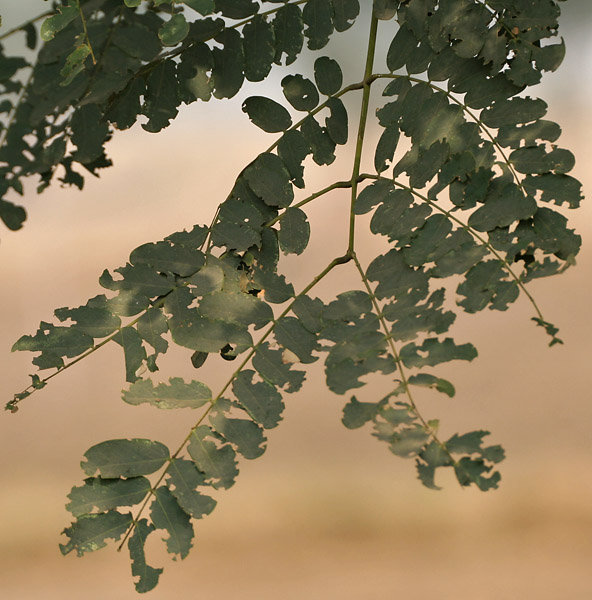
Feuilles.
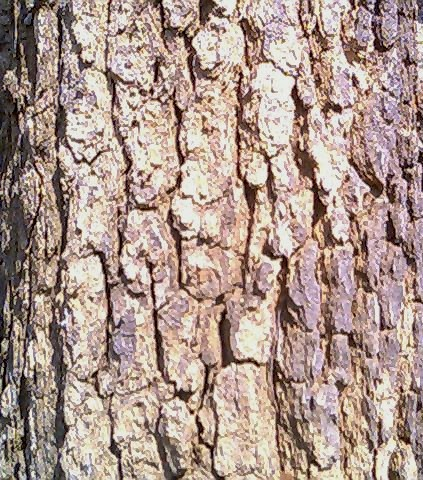
Écorce.
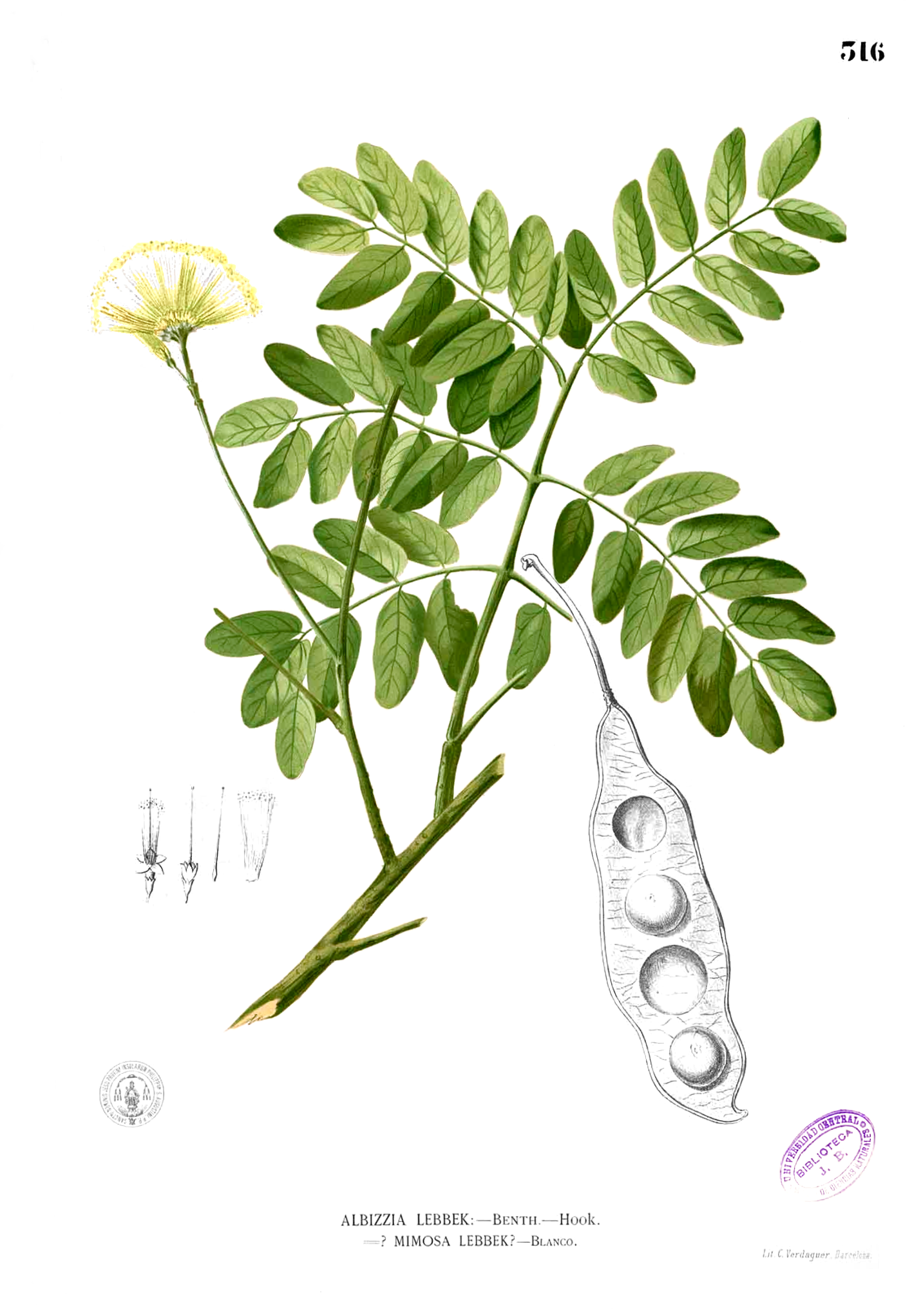
Planche botanique.

## Utilisation
Au Pendjab, il est utilisé pour la gestion environnementale, le fourrage, les médicaments et le bois. Il est cultivé comme arbre d'ombrage en Amérique du Nord et du Sud. En Inde et au Pakistan, l'arbre est utilisé pour son bois qui a une densité de 0,55 à 0,66, ou parfois plus.
Même là où il n'est pas indigène, certains herbivores indigènes sont susceptibles de l'utiliser comme ressource alimentaire. Par exemple, le Nandou d'Amérique (Rhea americana) a été vu s'en nourrissant dans le cerrado brésilien.

### Médecine
En médecine traditionnelle locale, il est considéré comme ayant des propriétés astringentes. Suivant les endroits, il peut être utilisé par certaines cultures pour traiter les furoncles, la toux, les conjonctivites, la grippe, les gingivites, les tumeurs abdominales. Il aurait également des propriétés psychoactives.